# Palestra Futebol Clube (Sergipe)
O Palestra Futebol Clube é um clube de futebol brasileiro com sede em Aracaju, Sergipe. Sua sede se localiza na  Av. Guanabara, 179 - Aracaju-SE.
O clube conquistou o Campeonato Sergipano de Futebol de 1934, 1935 e 1949. Atualmente, o clube se encontra inativo das competições desportivas profissionais.

## Título
- Campeonato Sergipano: 3 :(1934, 1935, 1949)

- Festival Esportivo de Sergipano: 2: (1931, 1936)

- Torneio Início: 5: (1932, 1935, 1937, 1945 e 1949)

- Torneio Extraordinário de Sergipe: 1: (1936)